# La Vallée de la vengeance
Pour plus de détails, voir Fiche technique et Distribution.
La Vallée de la vengeance (Vengeance Valley) est un film américain réalisé par Richard Thorpe, sorti en 1951.

## Synopsis
Owen et Lee sont comme deux frères, tous deux élevés par le propriétaire terrien Arch. Owen a été recueilli par le patriarche pour servir de guide à son fils Lee. Mais Lee est un vaurien, haineux, jaloux et malhonnête.
Lorsqu'ils rentrent des pâturages où le bétail doit passer l'hiver, les deux cow-boys apprennent que Lily, une jeune femme célibataire, vient d'accoucher d'un fils avec la seule aide de Jen, l'épouse de Lee. Or le père n'est autre que Lee mais celui-ci s'en cache et c'est à Owen de veiller à ce que la jeune mère ne manque de rien. Les frères de Lily ne l'entendent pas de cette oreille et jurent de faire rendre gorge au père indigne qu'ils pensent être Owen. En plus de cette menace Owen doit faire face à la haine grandissante de Lee qui ira jusqu'à tenter de le faire assassiner. Quant à Jen elle a tout compris et une idylle naît entre elle et Owen.

## Fiche technique
- Titre original : Vengeance Valley
- Titre : La Vallée de la vengeance
- Réalisation : Richard Thorpe
- Scénario : Irving Ravetch (en), d'après le roman Vengeance Valley de Luke Short
- Direction artistique : Cedric Gibbons, Malcolm Brown
- Décors : Edwin B. Willis
- Costumes : Walter Plunkett
- Photographie : George J. Folsey
- Son : Douglas Shearer
- Musique : Rudolph G. Kopp
- Montage : Conrad A. Nervig
- Production : Nicholas Nayfack
- Société de production : Metro-Goldwyn-Mayer
- Société de distribution : Loew's Inc.
- Pays de production :  États-Unis
- Langue originale : anglais
- Format : Couleur (Technicolor) - 1,37:1 - 35 mm - son Mono (Western Electric Sound System)
- Genre : Western
- Durée : 78 minutes
- Dates de sortie : 
  - États-Unis : 6 février 1951 (première à Cañon City, Colorado)
  - France : 21 mars 1952
- Licence : Domaine public

## Distribution
- Burt Lancaster (VF : Jean Martinelli) : Owen (Robert en VF) Daybright
- Robert Walker (VF : Michel André) : Lee (Louis en VF) Strobie
- Joanne Dru (VF : Sophie Leclair) : Jen (Jeanne en VF) Strobie
- Ray Collins (VF : Jean Brochard) : Arch (Antoine en VF) Strobie
- Sally Forrest (VF : Jacqueline Ferrière) : Lily Fasken
- John Ireland (VF : René Arrieu) : Hub (Tom en VF) Fasken
- Carleton Carpenter : Hewie
- Ted de Corsia (VF : Pierre Morin) : Herb Backett
- Hugh O'Brian (VF : Marc Cassot) : Dick Fasken
- Will Wright (VF : Paul Villé) : M. Willoughby
- Grayce Mills (VF : Mona Dol) : Mme Burke
- Jim Hayward (VF : Georges Hubert) : Shérif Con Alvis
- James Harrison (VF : Maurice Dorléac) : Orv (Octave en VF) Esterly
- Stanley Andrews (VF : Maurice Lagrenée) : Mead (Marc en VF) Calhoun

Acteurs non crédités
- Paul E. Burns : Dr Irwin
- Tom Fadden : Obie Rune
- Robert J. Wilke : Un vacher

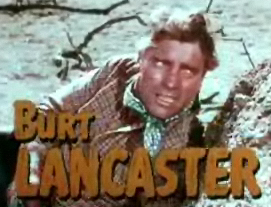
Burt Lancaster est Owen Daybright
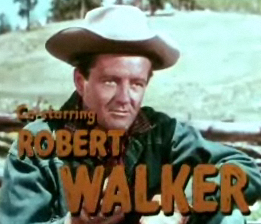
Robert Walker est Lee Strobie
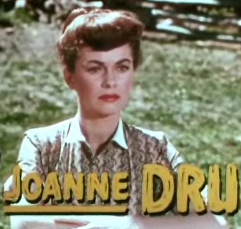
Joanne Dru est Jen Strobie
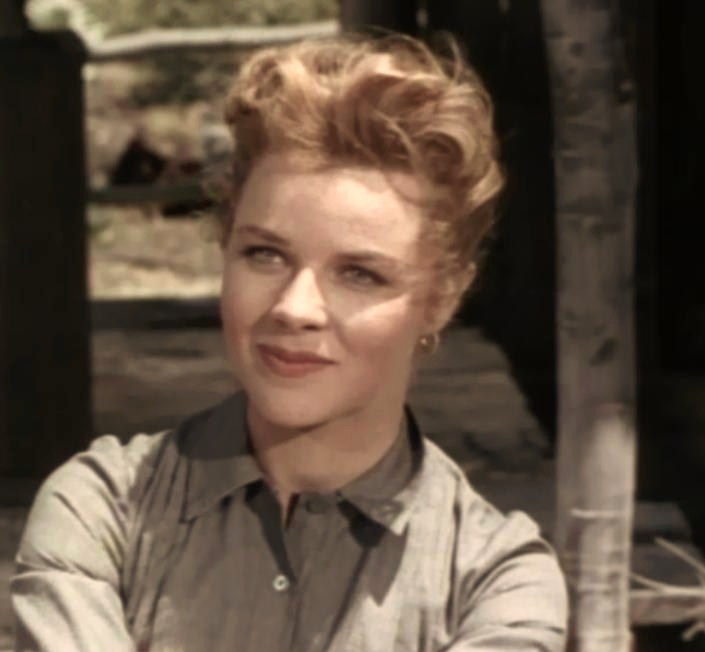
Sally Forrest est Lily Fasken
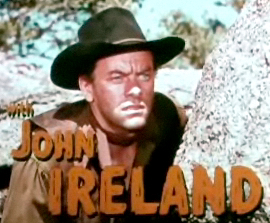
John Ireland est Hub Fasken
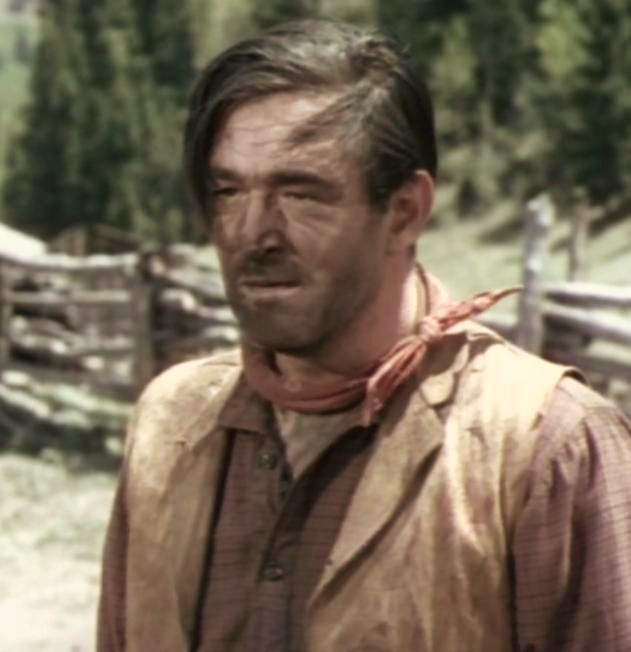
Ted de Corsia est Herb Backett
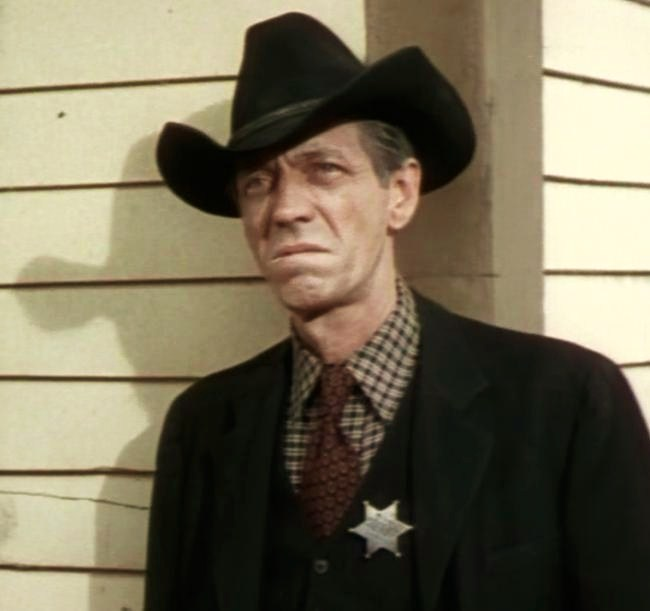
Jim Hayward est le shérif Con Alvis

## Autour du film
- Ce film correspond à la fois à la première apparition de Burt Lancaster dans un western et à l'avant-dernier rôle de Robert Walker, qui décède cette année-là d'une crise cardiaque[1] (son dernier film sera My Son John).
- Une scène en est montrée au début du film Little Odessa.